# GKS Tychy (Eishockey)
Der Górniczy Klub Sportowy Tychy ist eine polnische Eishockeymannschaft und zugleich die Eishockeyabteilung des gleichnamigen Multisportvereins aus Tychy. Sie spielt seit der Saison 1971/72 ununterbrochen in der erstklassigen Polnischen Eishockeyliga. Mit fünf gewonnenen Meisterschaften und elf Pokalsiegen zählt sie zu den erfolgreichsten Eishockeymannschaften des Landes.

## Geschichte

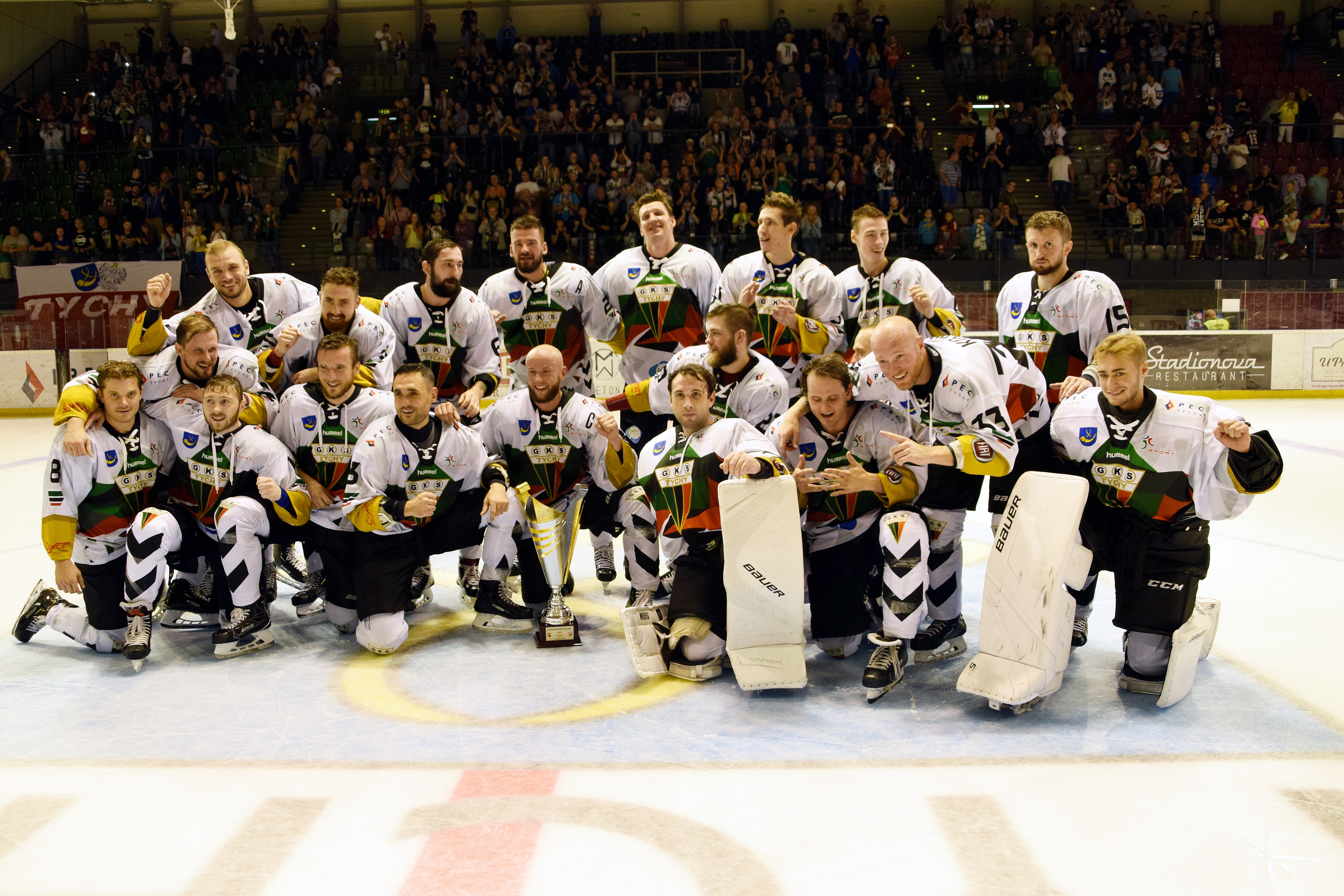
Die erste Eishockeymannschaft des GKS Tychy nach dem Sieg des Superpokals 2018

Ihre Wurzeln hat die Eishockeyabteilung des GKS Tychy im bereits 1955 gegründeten KS Górnik Murcki, einem Bergmannssportverein aus Murcki im damaligen Landkreis Tychy. Die dort 1956 etablierte Eishockeyabteilung avancierte in der Saison 1964/65 in die erstklassige Polnische Eishockeyliga. Bereits ab 1968 trug sie ihre Spiele im Stadion Zimowy in Tychy aus und fusionierte schließlich 1971 zusammen mit der Eishockeyabteilung des benachbarten Bergmannssportvereins KS Górnik Wesoła sowie dem gesamten Multisportverein KS Polonia Tychy zum neu gebildeten GKS Tychy.
Schon in der Saison 1980/81 beendete man die Meisterschaft auf dem dritten Platz. Auch in den Folgejahren spielte die erste Eishockeymannschaft des GKS Tychy in den oberen Rängen mit und gewann 1984 den Puchar Sportu, einen bis 1989 ausgetragenen Pokalwettbewerb des polnischen Eishockeydachverbandes. 2005 errang GKS Tychy erstmals den polnischen Meistertitel. In der Saison 2006/07 erreichte die erste Eishockeymannschaft nach dem zweiten Platz in der regulären Spielzeit erneut das Play-off-Finale, dort scheiterte man allerdings mit einem 1:4 an KS Podhale Nowy Targ. In der darauffolgenden Spielzeit wurde GKS Tychy nach einer Niederlage von 0:2 im Play-off-Finale gegen KS Cracovia ebenfalls polnischer Vizemeister. Gegen KS Cracovia scheiterte man auch 2011 im Meisterschaftsfinalspiel mit 1:4 und gewann so nur die Vizemeisterschaft. 2014 konnte GKS Tychy sogar die Hauptrunde gewinnen und erreichte nach Siegen über TMH Polonia Bytom und TH Unia Oświęcim erneut das Play-off-Finale, scheiterte dort aber erneut, diesmal mit 2:4 Siegen gegen den KH Sanok.

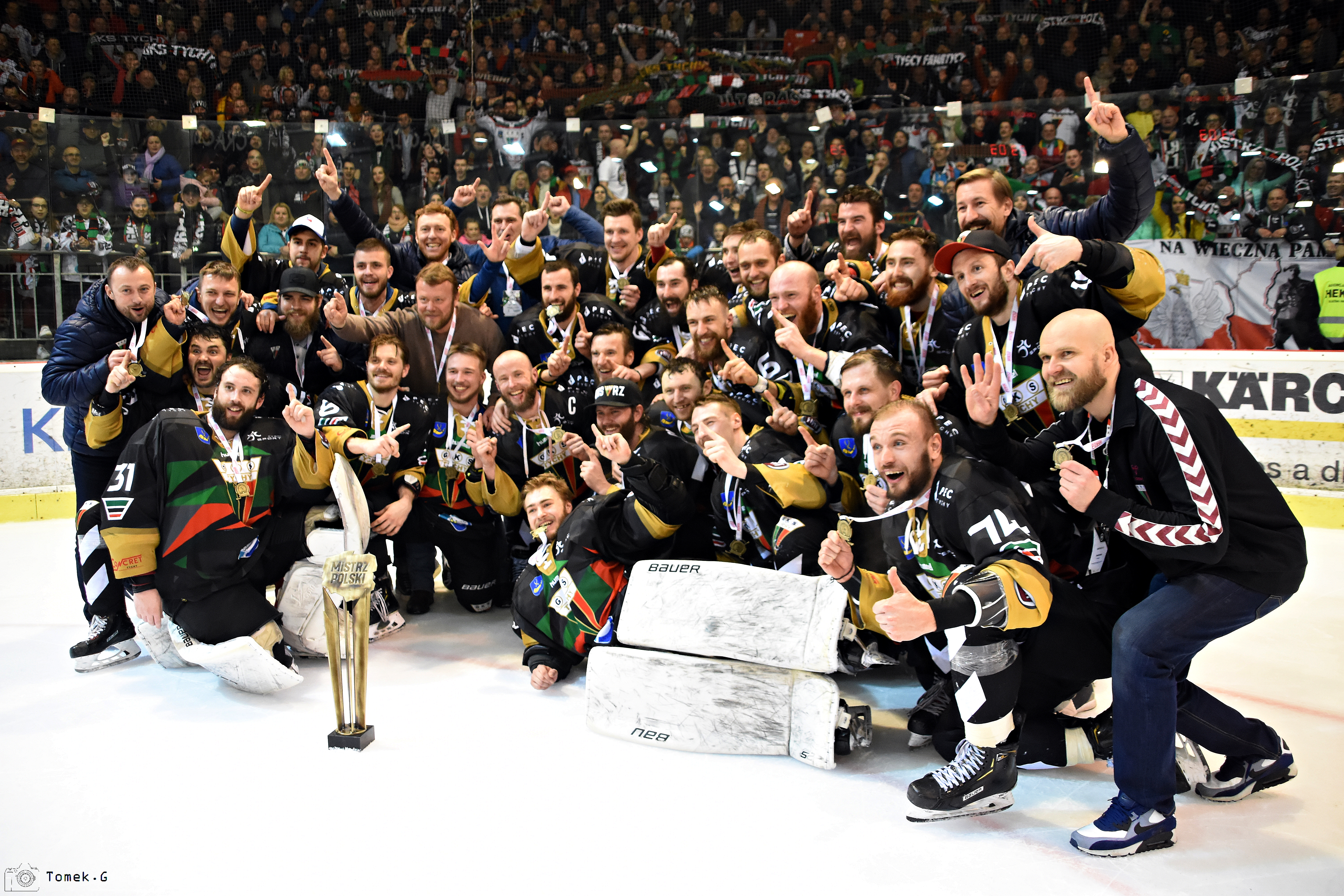
Erste Eishockeymannschaft des GKS Tychy nach dem Sieg der polnischen Meisterschaft 2019

2015 konnte GKS Tychy die zweite Meisterschaft in der Vereinsgeschichte gewinnen. Außerdem gelang zum sechsten Mal der Gewinn des polnischen Eishockeypokals. In den Jahren 2016 und 2017 sowie 2022 und 2023 gewann die erste Eishockeymannschaft erneut den Pokalwettbewerb. Die dritte Meisterschaft konnte 2018 gefeiert werden, im Jahr darauf gab es den vierten Erfolg.
Auch international konnte GKS Tychy bereits positiv in Erscheinung treten. Beim Continental Cup erreichte man 2017 die dritte Runde sowie 2006 und 2018 die zweite Runde des Wettbewerbs. 2016 errang GKS Tychy sogar den dritten Platz des von der internationalen Eishockeyföderation ausgetragenen Pokalwettbewerbs.

## Erfolge
- Polnischer Meister: 2005, 2015, 2018, 2019, 2020
- Polnischer Vizemeister: 1988, 2006, 2007, 2008, 2009, 2011, 2014, 2016, 2017, 2023
- Drittplatzierter: 1981, 1983, 2002, 2004, 2010, 2013, 2021, 2024
- Pokalsieger: 2001, 2006, 2007, 2008, 2009, 2014, 2016, 2017, 2022, 2023, 2024
- Superpokalsieger: 2015, 2018, 2019, 2023

## Bekannte Spieler
- Teddy Da Costa
- Mariusz Czerkawski
- Krzysztof Oliwa
- Mikołaj Łopuski
- Piotr Sarnik
- Roman Šimíček